# Brian Scalabrine
Brian David Scalabrine (* 18. März 1978 in Long Beach, Kalifornien) ist ein ehemaliger US-amerikanischer Basketballspieler.
Scalabrine begann seine Profikarriere bei den New Jersey Nets, die ihn an 35. Stelle beim NBA-Draft 2001 ausgewählt hatten. Mit den Nets erreichte der 2,06 m große Power Forward in seiner ersten Saison die Finalserie der NBA. Von 2005 bis 2010 spielte Scalabrine für die Boston Celtics, mit denen er 2008 die Meisterschaft erringen konnte, in der NBA. Am 21. September 2010 unterzeichnete Scalabrine einen Vertrag über eine Saison bei den Chicago Bulls. Dort trug er die Nummer 24 und wird von seinen Fans „White Mamba“ (in Anlehnung an „Black Mamba “Kobe Bryant) genannt. Im Zuge des NBA-Lockouts wechselte Scalabrine 2011 zwischenzeitlich nach Italien zu Benetton Treviso, kehrte aber mit Beginn der NBA-Saison 2011/12 zu den Chicago Bulls zurück. Nach jener Saison erklärte er seinen Rücktritt als aktiver Spieler und arbeitet nun als Co-Kommentator bei Comcast Sports New England für Übertragungen der Boston Celtics.